# نوپسرها دئوستا
نوپسرها دئوستا یک گونه سوسک از خانوادهٔ سوسک‌های شاخک‌دراز است. دالمن در سال ۱۸۱۷ آن را بررسی و توصیف کرد.

## زیرگونه‌ها
- Nupserha deusta deusta (Dalman، 1817)
- (Nupserha deusta testacea (Aurivillius، 1914